# Jördis
Jördis ist ein weiblicher Vorname isländischer Herkunft. Es ist eine eingedeutschte Form von Hjørdis, ebenso wie die weitere Nebenform Jordis. Sein etymologischer Ursprung geht auf hjorr = das Schwert und dis = die Göttin zurück. Bedeutungen werden als „Göttin des Schwertes“ oder „göttliches Schwert“ angegeben.

## Namenstag
- 3. Februar

## Bekannte Namensträgerinnen
- Jördis Frommhold (* 1981), deutsche Ärztin für Innere Medizin und Pneumologie, Expertin für die Long-Covid-Erkrankung
- Jördis Richter (* 1986), deutsche Schauspielerin
- Jördis Steinegger (* 1983), österreichische Schwimmerin
- Jördis Tielsch (* 1995), deutsche Singer-Songwriterin und Multiinstrumentalistin
- Jördis Triebel (* 1977), deutsche Schauspielerin